# Hysterochelifer meridianus
Espèce
Synonymes
- Chelifer meridianus L. Koch, 1873
- Chelifer danaus Tömösváry, 1884
- Karachelifer karamani Hadži, 1938

Hysterochelifer meridianus est une espèce de pseudoscorpions de la famille des Cheliferidae.

## Distribution
Cette espèce se rencontre en Tunisie, en Algérie, au Maroc, en Espagne, en France, en Italie, en Autriche, en Roumanie, en Bulgarie, en Macédoine du Nord, en Grèce, en Turquie, en Géorgie, en Azerbaïdjan, au Turkménistan, en Ouzbékistan et au Kazakhstan.

## Publication originale
- L. Koch, 1873 : Uebersichtliche Dartstellung der Europäischen Chernetiden (Pseudoscorpione). Bauer und Raspe: Nürnberg (texte intégral).